# Мусокије
Мусоки или Мужок (грчки: Μουσοκιος) је био вођа словенског племена Анта. Владао је крајем 6. века. 

## Рат са Византијом
Почетком 594. године византијски цар Маврикије је послао стратега Приска на Дунав како би спречио словенска племена да прелазе реку и нападају византијске територије. Приск је код Доростола прешао Дунав и напао Ардагаста ноћу. Пробуђени Ардагаст зајахао је неоседланог коња и дао се у бекство. Спотакао се о пањ великог дрвета. Спасао се тако што је скочио у реку. Ромеји су опустошили Ардагастову земљу и заробљенике са пленом пошаљу у Визант под генералом Татимером. Присков војсковођа Александар следећег дана пређе реку Хелибакију и наиђе на Словене који се пред ромејском војском склонише у шуму. Ромеји су кренули за њима, али се нађоше у невољи заглавивши се у блату. Цела чета би пропала да је Александар није избавио из мочваре. Потом је опколио целу шуму. Један Гепид пребегао је Ромејима и показао им прилаз. Ромеји су овладали прилазима и похватали одбегле Словене. 
Приликом испитивања су изјавили да су поданици Мусокија, тзв. рекса (краља) који борави на тридесет парасанги одатле. Мусоки их је послао да уходе ромејску војску јер је чуо за недавну несрећу Ардагаста. Заробљеници су побијени. Гепид је обећао Приску да ће успети да превари Мусокија. Отишао је код њега и затражио мноштво моноксила да би превезао пострадале Ардагастове људе. Мусоки му је дао 150 чамаца и 30 веслача. Гепид се искрцао на другу обалу, а током ноћи је дошао ромејском војсковођи и затражио му 100 хоплита како би побио веслаче. Хоплите је предводио Александар. Савладани вином, варвари су спавали. Гепид је након проласка иза треће страже послао Ромејима знак помоћу аварских песама. Александар је напао варваре и све их побио. Мусоки је пао у заробљеништво. 